# Utmanartåget
|  | Head station |

|  | Stop on track |

|  | Stop on track |

|  | Station on track |

|  | Station on track |

|  | Station on track |

|  | Station on track |

|  | Station on track |

|  | Station on track |

|  | Station on track |

|  | Station on track |

|  | Station on track |

|  | Station on track |

|  | Station on track |

|  | Station on track |

|  | Station on track |

|  | Station on track |

|  | End station |

|  | Head station |

|  | Stop on track |

|  | Stop on track |

|  | Station on track |

|  | Station on track |

|  | Station on track |

|  | Station on track |

|  | Station on track |

|  | Station on track |

|  | Station on track |

|  | Station on track |

|  | Station on track |

|  | Station on track |

|  | Station on track |

|  | Station on track |

|  | Station on track |

|  | Station on track |

|  | End station |

Utmanartåget var namnet på ett nattåg från Göteborg, Malmö och Stockholm till Åre, Duved, Enafors och Storlien som kördes första gången under vintern 2006/2007, när den svenska nattågstrafiken avreglerades.
Utmanartåget gick i början två dagar i veckan under vintersäsongen. De två första säsongerna (2006/2007 och 2007/2008) gick tåget från Göteborg och Stockholm, till Åre och Storlien. Från säsongen 2008/2009 ändrades utgångsstationen från Stockholm C till Malmö Syd Svågertorp. Under 2013 bytte "Utmanartåget" namn till "Snälltåget".
Tåget kördes av Veolia Transport (nuvarande Transdev). Utmanartåget var det första nattåg att konkurrera med SJ:s Norrlandståg sedan nattågstrafiken avreglerades.
Utmanartåget bestod av BC2-liggvagnar, som dåvarande Veolia köpte av affärsverket Statens järnvägar och som genomgick upprustning under 2007, samt en restaurangvagn som hyrdes från Visit Vemdalen.

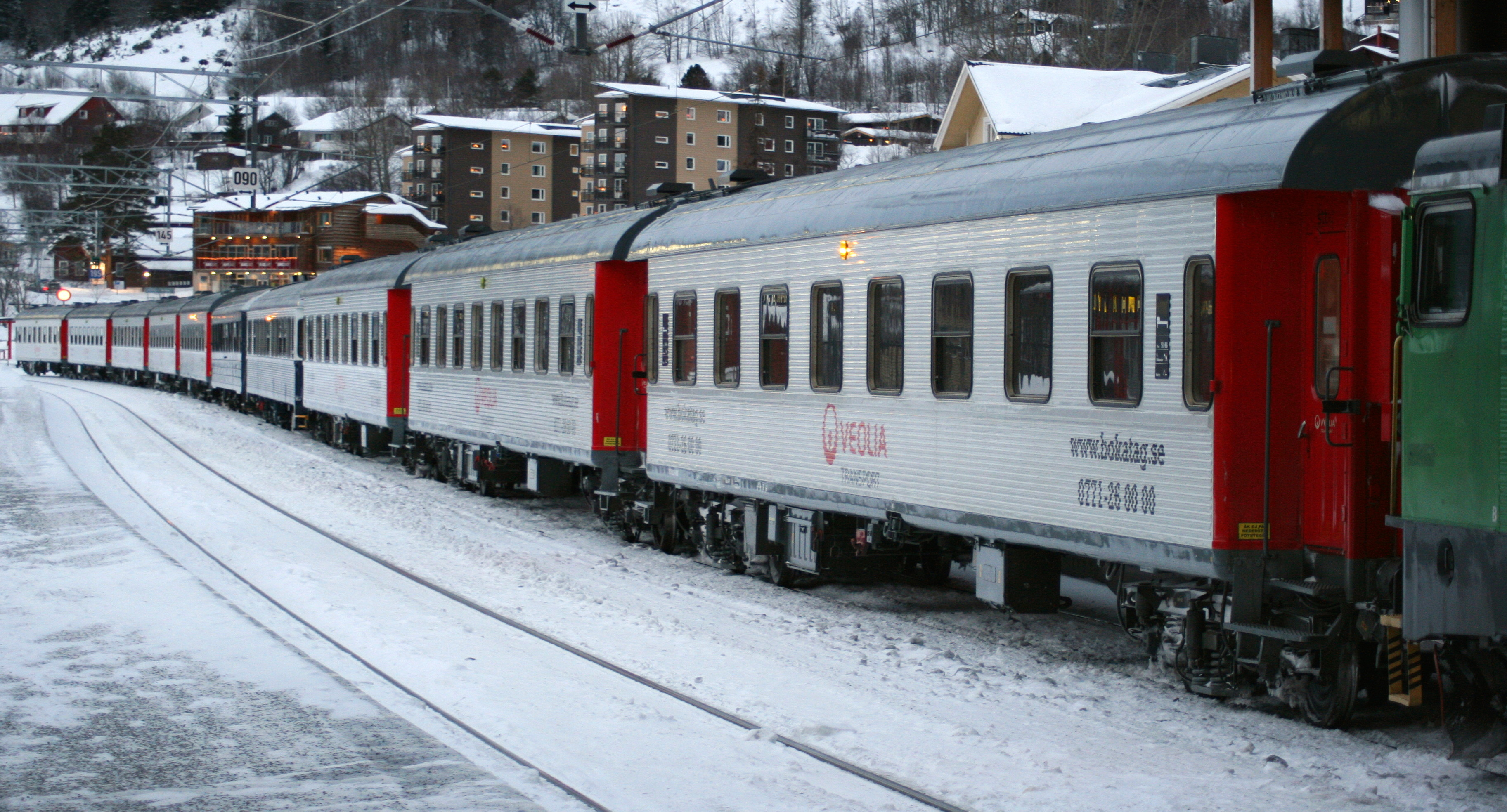
Utmanartåget i Åre